# Dziesiatyna
Dziesiatyna, Dziesięcina (ukr. Десятина) – wieś na Ukrainie w rejonie łuckim obwodu wołyńskiego.
Do 2020 w rejonie horochowskim. 